# Гжегож Скшеч
Гжегош Скшеч (пол. Grzegorz Skrzecz; 25 серпня 1957 — 15 лютого 2023) — польський боксер-любитель. П'ятиразовий чемпіон Польщі, бронзовий призер чемпіонату світу з боксу, олімпієць.

## Життєпис
Народився у Варшаві. Брат-близнюк срібного олімпійського призера Павела Скшеча.
П'ять разів перемагав у першості Польщі (1979—1982, 1984).
На чемпіонаті Європи з боксу 1979 року в Кельні (ФРН) у першому колі переміг Хасана Кая (Туреччина), а у чвертьфіналі поступився майбутньому дворазовому чемпіонові Європи Євгену Горсткову (СРСР).
На літніх Олімпійських іграх 1980 року в Москві (СРСР) у першому колі змагань достроково переміг Віллі Ізангуру (Танзанія), а у чвертьфіналі поступився майбутньому триразовому олімпійському чемпіонові Теофіло Стівенсону (Куба).
На чемпіонаті Європи з боксу 1981 року в Тампере (Фінляндія) у чвертьфіналі поступився майбутньому чемпіонові світу і триразовому чемпіонові Європи Олександру Ягубкіну (СРСР).
На чемпіонаті світу з боксу 1982 року в Мюнхені (ФРН) у чвертьфіналі переміг Луїса Кастільйо (Еквадор), а у півфіналі поступився тому ж таки Олександру Ягубкіну, отримавши бронзову медаль першості.
На чемпіонаті Європи 1983 року у Варні (Болгарія) почергово переміг Василя Босакова (Болгарія) та Антоніо Манфредіні (Італія). У півфіналі поступився Г'юлі Алвичу (Угорщина).
Після завершення спортивної кар'єри знімався у кіно.
Помер 15 лютого 2023 року у 65-річному віці.